# Novochild
Novochild war eine Alternative-Rock-Band aus Berlin. Markant ist der Gesang des Sängers der Formation Leandro Fest, den er zweisprachig (englisch und spanisch) darbietet. 2009 gewann Novochild den renommierten Deutschen Rock & Pop Preis in der Gruppe „Alternative“.

## Geschichte
Noch ohne den Sänger Leandro Fest war die Formation in Berlin in wechselnder Besetzung unter dem Namen „Despite Faded“ aktiv. Kurze Zeit nachdem Fest 2006 zu der Band stieß, wurde die Band in „Novochild“ umbenannt. Das Debütalbum First Day of Stay erschien 2009. Seitdem gibt Novochild international und national Konzerte. Im Ausland spielte die Formation im Heimatland des Sängers Leondro Fest Argentinien, in Spanien, Uruguay oder auch in Polen.
Am 8. Juni 2013 gaben Novochild ihr Abschiedskonzert in Berlin und lösten sich auf.

## Diskografie
- 2009: First Day of Stay
- 2012: Waiting for a Sign

## Preise und Auszeichnungen
- Deutscher Rock & Pop Preis 2009 in der Gruppe „Alternative“ (1. Platz)
- Styles&Skills 2007 (1. Platz)
- RockTon 2007 (1. Platz)
- Band4Berlin 2007 (1. Platz)